# Chenega
Chenega [tʃɪˈnigə] ist ein hauptsächlich von Indianern der Alutiiq-Sprachfamilie bewohnter Census-designated place (CDP) in der Chugach Census Area des US-Bundesstaats Alaska. Chenega liegt auf Evans Island im Prince William Sound. Das U.S. Census Bureau hat bei der Volkszählung 2020 eine Einwohnerzahl von 59 ermittelt. 

## Geschichte
Der CDP besteht aus dem Dorf Chenega Bay, das als Ersatz für das durch einen vom Karfreitagsbeben im März 1964 ausgelösten Tsunami zerstörte ursprüngliche Dorf auf Chenega Island entstanden ist. Nach dem Beben, bei dem ein Drittel der damals 68 Einwohner des ursprünglichen Dorfes den Tod fanden, zogen einige Überlebende in ein Auffanglager, andere in umliegende Städte. 1982 siedelte sich eine Familie auf Evans Island an und zwischen 1984 und 1991 folgten 26 weitere Familien an den Ort, der heute Chenega Bay genannt wird. 
25 Jahre nach dem Erdbeben lief der Öltanker Exxon Valdez im Prince William Sound auf Grund und verursachte eine Ölpest, die auch Chenega in Mitleidenschaft zog.
Der Ort ist an das Fährsystem des Alaska Marine Highways angebunden.